# Distretto di Mar"ïnka
Il distretto di Mar"ïnka (in ucraino Мар'їнський район?, Mar"ïns'kyj rajon) era un distretto dell'Ucraina, situato nell'oblast' di Donec'k. Il suo capoluogo era Mar"ïnka.
È stato soppresso con la riforma amministrativa del 2020.